# Amiran Kardanov
Amiran Kardanov (in greco Αμιράν Καρντάνοφ?, in russo Амиран Карданов?; 19 agosto 1976) è un ex lottatore greco, specializzato nella lotta libera.

## Palmarès

### Olimpiadi
- 1 medaglia:
  - 1 bronzo (Sydney 2000 nei 54 kg)

### Europei
- 4 medaglie:
  - 2 argenti (Budapest 2001 nei 54 kg; Riga 2003 nei 55 kg)
  - 2 bronzi (Bratislava 1998 nei 54 kg; Mosca 2006 nei 55 kg)